# Constantin Sănătescu
Constantin Sănătescu (ur. 14 stycznia 1885 w Krajowie, zm. 8 listopada 1947 w Bukareszcie) – rumuński generał, premier Rumunii między 7 sierpnia a 2 grudnia 1944 roku, po zamachu stanu, w wyniku którego Rumunia opuściła obóz państw Osi i dołączyła do aliantów.
Walczył w I wojnie światowej, w 1917 awansując do stopnia majora.
Od 1928 do 1930 był attaché wojskowym w Londynie. Od 1935 był generałem.